# Laneuville-au-Rupt
Laneuville-au-Rupt è un comune francese di 191 abitanti situato nel dipartimento della Mosa nella regione del Grand Est.

## Società

### Evoluzione demografica
Abitanti censiti